# Riella
Riella är ett släkte av bladmossor. Riella ingår i familjen Riellaceae.
Riella är enda släktet i familjen Riellaceae.
Kladogram enligt Catalogue of Life:
| Riella | \| \| Riella americana \| \| \| \| \| \| Riella helicophylla \| \| \| \| |
|        | \| \| Riella americana \| \| \| \| \| \| Riella helicophylla \| \| \| \| |
|        | Riella americana                                                         |
|        |                                                                          |
|        | Riella helicophylla                                                      |
|        |                                                                          |